# Segunda ronda de la Clasificación de CAF para la Copa Mundial de Fútbol de 2002
La Segunda ronda de la Clasificación de CAF para la Copa Mundial de Fútbol de 2002 contó con la participación de las 25 selecciones que superaron la primera ronda, siendo divididas en cinco grupos de cinco equipos cada uno enfrentándose entre sí a visita recíproca.
El ganador de cada grupo logra la clasificación a la Copa Mundial de Fútbol de 2002.

## Grupo A
| Pos. | Equipo  | Pts. | PJ | G | E | P | GF | GC | Dif. | Clasificación          |
| ---- | ------- | ---- | -- | - | - | - | -- | -- | ---- | ---------------------- |
| 1    | Camerún | 19   | 8  | 6 | 1 | 1 | 14 | 4  | +10  | Clasificado al Mundial |
| 2    | Angola  | 13   | 8  | 3 | 4 | 1 | 11 | 9  | +2   |                        |
| 3    | Zambia  | 11   | 8  | 3 | 2 | 3 | 14 | 11 | +3   |                        |
| 4    | Togo    | 9    | 8  | 2 | 3 | 3 | 10 | 13 | −3   |                        |
| 5    | Libia   | 2    | 8  | 0 | 2 | 6 | 7  | 19 | −12  |                        |

 Fuente: FIFA
| 18 de junio de 2000 | Angola        | 2–1 | Zambia      | Estádio da Cidadela, Luanda, Angola                   |                                                       |
|                     | Akwá 76', 78' |     | Sinkala 35' | Asistencia: 50 000 espectadores Árbitro(s): Mathabela | Asistencia: 50 000 espectadores Árbitro(s): Mathabela |

| 18 de junio de 2000 | Libia | 0–3     | Camerún                    | June 11 Stadium, Trípoli, Libia                   |                                                   |
|                     |       | Reporte | Mboma 36', 67', 87' (pen.) | Asistencia: 60 000 espectadores Árbitro(s): Daami | Asistencia: 60 000 espectadores Árbitro(s): Daami |

| 8 de julio de 2000 | Zambia                   | 2–0 | Togo | Independence Stadium, Lusaka, Zambia                |                                                     |
|                    | Milanzi 26' · Nsofwa 66' |     |      | Asistencia: 18 000 espectadores Árbitro(s): Tessema | Asistencia: 18 000 espectadores Árbitro(s): Tessema |

| 9 de julio de 2000 | Camerún                         | 3–0     | Angola | Stade Ahmadou Ahidjo, Yaundé, Camerún               |                                                     |
|                    | Abanda 18' · Tchoutang 68', 75' | Reporte |        | Asistencia: 25 000 espectadores Árbitro(s): Guezzaz | Asistencia: 25 000 espectadores Árbitro(s): Guezzaz |

| 28 de enero de 2001 | Angola                      | 3–1 | Libia         | Estádio da Cidadela, Luanda, Angola                     |                                                         |
|                     | Bodunha 48', 51' · Akwá 75' |     | Muntasser 17' | Asistencia: 55 000 espectadores Árbitro(s): Tangawarima | Asistencia: 55 000 espectadores Árbitro(s): Tangawarima |

| 28 de enero de 2001 | Togo | 0–2     | Camerún               | Stade de Kégué, Lomé, Togo                         |                                                    |
|                     |      | Reporte | Eto'o 56' · Mboma 69' | Asistencia: 24 000 espectadores Árbitro(s): N'Doye | Asistencia: 24 000 espectadores Árbitro(s): N'Doye |

| 23 de enero de 2001 | Libia                               | 3–3     | Togo                                  | March 28 Stadium, Benghazi, Libia                 |                                                   |
|                     | Khalifa 11' (p) · Elfallah 25', 80' | Reporte | Salifou 21' · Amewou 30' · Zanzan 78' | Asistencia: 3000 espectadores Árbitro(s): Belqola | Asistencia: 3000 espectadores Árbitro(s): Belqola |

| 25 de febrero de 2001 | Camerún   | 1–0     | Zambia | Stade Ahmadou Ahidjo, Yaundé, Camerún                   |                                                         |
|                       | Mboma 22' | Reporte |        | Asistencia: 76 000 espectadores Árbitro(s): Al-Ghandour | Asistencia: 76 000 espectadores Árbitro(s): Al-Ghandour |

| 10 de marzo de 2001 | Zambia               | 2–0     | Libia | Nchanga Stadium, Chingola, Zambia               |                                                 |
|                     | Mwewa 11' · Lota 24' | Reporte |       | Asistencia: 7080 espectadores Árbitro(s): Senai | Asistencia: 7080 espectadores Árbitro(s): Senai |

| 11 de marzo de 2001 | Togo          | 1–1     | Angola   | Stade de Kégué, Lomé                                  |                                                       |
|                     | Coubageat 63' | Reporte | Akwá 67' | Asistencia: 3000 espectadores Árbitro(s): Chukwujekwu | Asistencia: 3000 espectadores Árbitro(s): Chukwujekwu |

| 21 de abril de 2001 | Zambia   | 1–1     | Angola       | Nchanga Stadium, Chingola, Zambia                      |                                                        |
|                     | Lota 46' | Reporte | Gilberto 18' | Asistencia: 15 000 espectadores Árbitro(s): Abdulkadir | Asistencia: 15 000 espectadores Árbitro(s): Abdulkadir |

| 22 de abril de 2001 | Camerún    | 1–0     | Libia | Stade Ahmadou Ahidjo, Yaundé, Camerún                 |                                                       |
|                     | Lauren 78' | Reporte |       | Asistencia: 55 000 espectadores Árbitro(s): Mathabela | Asistencia: 55 000 espectadores Árbitro(s): Mathabela |

| 6 de mayo de 2001 | Angola                   | 2–0     | Camerún | Estádio da Cidadela, Luanda, Angola                  |                                                      |
|                   | Akwá 60' · Quinzinho 69' | Reporte |         | Asistencia: 40 000 espectadores Árbitro(s): Williams | Asistencia: 40 000 espectadores Árbitro(s): Williams |

| 6 de mayo de 2001 | Togo                                | 3–2     | Zambia               | Stade de Kégué, Lomé, Togo                            |                                                       |
|                   | Assignon 48' · Doté 80' · Akoto 86' | Reporte | Tana 15' · Kunda 65' | Asistencia: 10 000 espectadores Árbitro(s): El Arjoun | Asistencia: 10 000 espectadores Árbitro(s): El Arjoun |

| 29 de junio de 2001 | Libia       | 1–1     | Angola   | June 11 Stadium, Trípoli, Libia                       |                                                       |
|                     | Elharbi 35' | Reporte | Zico 90' | Asistencia: 2000 espectadores Árbitro(s): Bouchardeau | Asistencia: 2000 espectadores Árbitro(s): Bouchardeau |

| 1 de julio de 2001 | Camerún             | 2–0     | Togo | Stade Ahmadou Ahidjo, Yaundé, Camerún                   |                                                         |
|                    | Eto'o 28' · Foé 48' | Reporte |      | Asistencia: 60 000 espectadores Árbitro(s): Chukwujekwu | Asistencia: 60 000 espectadores Árbitro(s): Chukwujekwu |

| 14 de julio de 2001 | Zambia                 | 2–2     | Camerún              | Independence Stadium, Lusaka, Zambia                   |                                                        |
|                     | Mwewa 60' · Nsofwa 66' | Reporte | Foé 52' · Ndiefi 64' | Asistencia: 30 000 espectadores Árbitro(s): El-Beltagy | Asistencia: 30 000 espectadores Árbitro(s): El-Beltagy |

| 15 de julio de 2001 | Togo           | 2–0     | Libia | Stade de Kégué, Lomé, Togo                        |                                                   |
|                     | Kossi 26', 43' | Reporte |       | Asistencia: 20 000 espectadores Árbitro(s): Diouf | Asistencia: 20 000 espectadores Árbitro(s): Diouf |

| 27 de julio de 2001 | Libia           | 2–4     | Zambia                                      | June 11 Stadium, Trípoli, Libia                   |                                                   |
|                     | Kablan 17', 28' | Reporte | Nsofwa 32' · Kilambe 48', 72' · Fichite 61' | Asistencia: 120 espectadores Árbitro(s): Boukthir | Asistencia: 120 espectadores Árbitro(s): Boukthir |

| 29 de julio de 2001 | Angola   | 1–1     | Togo     | Estádio da Cidadela, Luanda, Angola                   |                                                       |
|                     | Akwá 26' | Reporte | Alfa 29' | Asistencia: 5626 espectadores Árbitro(s): Tangawarima | Asistencia: 5626 espectadores Árbitro(s): Tangawarima |

## Grupo B
| Pos. | Equipo       | Pts. | PJ | G | E | P | GF | GC | Dif. | Clasificación          |
| ---- | ------------ | ---- | -- | - | - | - | -- | -- | ---- | ---------------------- |
| 1    | Nigeria      | 16   | 8  | 5 | 1 | 2 | 15 | 3  | +12  | Clasificado al Mundial |
| 2    | Liberia      | 15   | 8  | 5 | 0 | 3 | 10 | 8  | +2   |                        |
| 3    | Sudán        | 12   | 8  | 4 | 0 | 4 | 8  | 10 | −2   |                        |
| 4    | Ghana        | 11   | 8  | 3 | 2 | 3 | 10 | 9  | +1   |                        |
| 5    | Sierra Leona | 4    | 8  | 1 | 1 | 6 | 2  | 15 | −13  |                        |

 Fuente: FIFA
| 17 de junio de 2000 | Nigeria                   | 2–0     | Sierra Leona | Lagos National Stadium, Lagos, Nigeria             |                                                    |
|                     | Okocha 12' · Akwuegbu 37' | Reporte |              | Asistencia: 25 000 espectadores Árbitro(s): Sillah | Asistencia: 25 000 espectadores Árbitro(s): Sillah |

| 18 de junio de 2000 | Sudán                                | 2–0     | Liberia | Stade de Omdurman, Omdurman, Sudán                     |                                                        |
|                     | Moga 53' · Mujahid Ahmed Mohamed 88' | Reporte |         | Asistencia: 35 000 espectadores Árbitro(s): El-Beltagy | Asistencia: 35 000 espectadores Árbitro(s): El-Beltagy |

| 9 de julio de 2000 | Ghana                                               | 5–0     | Sierra Leona | Accra Sports Stadium, Acra, Ghana                |                                                  |
|                    | Amoah 19', 61' · Akonnor 68' · Preko 75' · Addo 89' | Reporte |              | Asistencia: 18 300 espectadores Árbitro(s): Sowe | Asistencia: 18 300 espectadores Árbitro(s): Sowe |

| 9 de julio de 2000 | Liberia      | 2–1     | Nigeria  | National Complex, Monrovia, Liberia                |                                                    |
|                    | Wreh 4', 47' | Reporte | Kanu 36' | Asistencia: 50 000 espectadores Árbitro(s): Guirat | Asistencia: 50 000 espectadores Árbitro(s): Guirat |

| 27 de enero de 2001 | Nigeria                   | 3–0     | Sudán | Liberation Stadium, Port Harcourt, Nigeria              |                                                         |
|                     | Agali 57', 67' · Kanu 82' | Reporte |       | Asistencia: 45 000 espectadores Árbitro(s): Al-Ghandour | Asistencia: 45 000 espectadores Árbitro(s): Al-Ghandour |

| 28 de enero de 2001 | Ghana    | 1–3     | Liberia                              | Accra Sports Stadium, Acra, Ghana                   |                                                     |
|                     | Duah 70' | Reporte | Seator 10' · Makor 85' · Shannon 89' | Asistencia: 30 000 espectadores Árbitro(s): Guezzaz | Asistencia: 30 000 espectadores Árbitro(s): Guezzaz |

| 25 de febrero de 2001 | Liberia     | 1–0     | Sierra Leona | National Complex, Monrovia, Liberia                |                                                    |
|                       | Roberts 65' | Reporte |              | Asistencia: 35 000 espectadores Árbitro(s): Sillah | Asistencia: 35 000 espectadores Árbitro(s): Sillah |

| 25 de febrero de 2001 | Sudán    | 1–0     | Ghana | Al Merreikh Stadium, Omdurman, Sudán                |                                                     |
|                       | Moga 70' | Reporte |       | Asistencia: 30 000 espectadores Árbitro(s): Tessema | Asistencia: 30 000 espectadores Árbitro(s): Tessema |

| 10 de marzo de 2001 | Sierra Leona | 0–2     | Sudán                 | National Stadium, Freetown, Sierra Leona            |                                                     |
|                     |              | Reporte | Moga 43' · Bakhit 44' | Asistencia: 30 000 espectadores Árbitro(s): Yacoubi | Asistencia: 30 000 espectadores Árbitro(s): Yacoubi |

| 11 de marzo de 2001 | Ghana | 0–0     | Nigeria | Accra Sports Stadium, Acra, Ghana                       |                                                         |
|                     |       | Reporte |         | Asistencia: 34 491 espectadores Árbitro(s): Tangawarima | Asistencia: 34 491 espectadores Árbitro(s): Tangawarima |

| 21 de abril de 2001 | Sierra Leona | 1–0     | Nigeria | National Stadium, Freetown, Sierra Leona              |                                                       |
|                     | Mansaray 25' | Reporte |         | Asistencia: 35 000 espectadores Árbitro(s): Aboubakar | Asistencia: 35 000 espectadores Árbitro(s): Aboubakar |

| 22 de abril de 2001 | Liberia              | 2–0     | Sudán | National Complex, Monrovia, Liberia                |                                                    |
|                     | Sebwe 35' · Weah 48' | Reporte |       | Asistencia: 35 000 espectadores Árbitro(s): Codjia | Asistencia: 35 000 espectadores Árbitro(s): Codjia |

| 5 de mayo de 2001 | Nigeria              | 2–0     | Liberia | Liberation Stadium, Port Harcourt, Nigeria                |                                                           |
|                   | Kanu 11' · Agali 59' | Reporte |         | Asistencia: 12 000 espectadores Árbitro(s): Lim Kee Chong | Asistencia: 12 000 espectadores Árbitro(s): Lim Kee Chong |

| 5 de mayo de 2001 | Sierra Leona | 1–1     | Ghana    | National Stadium, Freetown, Sierra Leona          |                                                   |
|                   | Bah 87'      | Reporte | Ayew 35' | Asistencia: 35 000 espectadores Árbitro(s): Diouf | Asistencia: 35 000 espectadores Árbitro(s): Diouf |

| 1 de julio de 2001 | Liberia   | 1–2     | Ghana                  | National Complex, Monrovia, Liberia                |                                                    |
|                    | Sebwe 44' | Reporte | Amoah 32' · Boakye 58' | Asistencia: 35 000 espectadores Árbitro(s): Berber | Asistencia: 35 000 espectadores Árbitro(s): Berber |

| 1 de julio de 2001 | Sudán | 0–4     | Nigeria                                     | Al Merreikh Stadium, Omdurman, Sudán                   |                                                        |
|                    |       | Reporte | Okocha 40' · Yakubu 47', 87' · Aghahowa 78' | Asistencia: 23 100 espectadores Árbitro(s): Abdulkadir | Asistencia: 23 100 espectadores Árbitro(s): Abdulkadir |

| 14 de julio de 2001 | Sierra Leona | 0–1     | Liberia  | National Stadium, Freetown, Sierra Leona         |                                                  |
|                     |              | Reporte | Weah 72' | Asistencia: 40 000 espectadores Árbitro(s): Sowe | Asistencia: 40 000 espectadores Árbitro(s): Sowe |

| 15 de julio de 2001 | Ghana       | 1–0     | Sudán | Accra Sports Stadium, Acra, Ghana                     |                                                       |
|                     | Kuffour 44' | Reporte |       | Asistencia: 7000 espectadores Árbitro(s): Bouchardeau | Asistencia: 7000 espectadores Árbitro(s): Bouchardeau |

| 29 de julio de 2001 | Nigeria                       | 3–0     | Ghana | Liberation Stadium, Port Harcourt, Nigeria         |                                                    |
|                     | Agali 1' · Babangida 18', 32' | Reporte |       | Asistencia: 17 000 espectadores Árbitro(s): Guirat | Asistencia: 17 000 espectadores Árbitro(s): Guirat |

| 29 de julio de 2001 | Sudán                                  | 3–0     | Sierra Leona | Al Merreikh Stadium, Omdurman, Sudán            |                                                 |
|                     | Jildo 17' · Bakhit 40' · Elmustafa 69' | Reporte |              | Asistencia: 8000 espectadores Árbitro(s): Awuye | Asistencia: 8000 espectadores Árbitro(s): Awuye |

## Grupo C
| Pos. | Equipo    | Pts. | PJ | G | E | P | GF | GC | Dif. | Clasificación          |
| ---- | --------- | ---- | -- | - | - | - | -- | -- | ---- | ---------------------- |
| 1    | Senegal   | 15   | 8  | 4 | 3 | 1 | 14 | 2  | +12  | Clasificado al Mundial |
| 2    | Marruecos | 15   | 8  | 4 | 3 | 1 | 8  | 3  | +5   |                        |
| 3    | Egipto    | 13   | 8  | 3 | 4 | 1 | 16 | 7  | +9   |                        |
| 4    | Argelia   | 8    | 8  | 2 | 2 | 4 | 11 | 14 | −3   |                        |
| 5    | Namibia   | 2    | 8  | 0 | 2 | 6 | 3  | 26 | −23  |                        |

 Fuente: FIFA
| 16 de junio de 2000 | Argelia   | 1–1     | Senegal  | Stade 19 Mai 1956, Annaba, Argelia                  |                                                     |
|                     | Saïfi 27' | Reporte | Diop 16' | Asistencia: 70 000 espectadores Árbitro(s): Magassa | Asistencia: 70 000 espectadores Árbitro(s): Magassa |

| 17 de junio de 2000 | Namibia | 0–0     | Marruecos | Sam Nujoma Stadium, Windhoek, Namibia           |                                                 |
|                     |         | Reporte |           | Asistencia: 5000 espectadores Árbitro(s): Senai | Asistencia: 5000 espectadores Árbitro(s): Senai |

| 9 de julio de 2000 | Senegal | 0–0     | Egipto | Stade Leopold Senghor, Dakar, Senegal                     |                                                           |
|                    |         | Reporte |        | Asistencia: 30 367 espectadores Árbitro(s): Lim Kee Chong | Asistencia: 30 367 espectadores Árbitro(s): Lim Kee Chong |

| 9 de julio de 2000 | Marruecos      | 2–1     | Argelia     | Fez Stadium, Fes, Marruecos                       |                                                   |
|                    | Hadda 51', 75' | Reporte | Meçabih 35' | Asistencia: 10 000 espectadores Árbitro(s): Sahli | Asistencia: 10 000 espectadores Árbitro(s): Sahli |

| 26 de enero de 2001 | Argelia     | 1–0     | Namibia | Stade 5 Juillet 1962, Algiers, Argelia             |                                                    |
|                     | Belmadi 34' | Reporte |         | Asistencia: 30 000 espectadores Árbitro(s): Guirat | Asistencia: 30 000 espectadores Árbitro(s): Guirat |

| 28 de enero de 2001 | Egipto | 0–0     | Marruecos | Cairo International Stadium, El Cairo, Egipto        |                                                      |
|                     |        | Reporte |           | Asistencia: 60 000 espectadores Árbitro(s): Shelmani | Asistencia: 60 000 espectadores Árbitro(s): Shelmani |

| 24 de febrero de 2001 | Namibia     | 1–1     | Egipto   | Sam Nujoma Stadium, Windhoek, Namibia                 |                                                       |
|                       | Tjikuzu 51' | Reporte | Said 89' | Asistencia: 15 000 espectadores Árbitro(s): Mathabela | Asistencia: 15 000 espectadores Árbitro(s): Mathabela |

| 24 de febrero de 2001 | Marruecos | 0–0     | Senegal | Prince Moulay Abdellah Stadium, Rabat, Marruecos        |                                                         |
|                       |           | Reporte |         | Asistencia: 60 000 espectadores Árbitro(s): Tangawarima | Asistencia: 60 000 espectadores Árbitro(s): Tangawarima |

| 10 de marzo de 2001 | Senegal                            | 4–0     | Namibia | Stade Leopold Senghor, Dakar, Senegal               |                                                     |
|                     | Diouf 24', 44', 52' · H.Camara 64' | Reporte |         | Asistencia: 50 000 espectadores Árbitro(s): Tessema | Asistencia: 50 000 espectadores Árbitro(s): Tessema |

| 11 de marzo de 2001 | Egipto                                                   | 5–2     | Argelia                    | Cairo International Stadium, El Cairo, Egipto             |                                                           |
|                     | Barakat 7' · Sabry 17' · El-Saqqa 39' · El-Said 85', 88' | Reporte | Tasfaout 12' · Meçabih 37' | Asistencia: 45 000 espectadores Árbitro(s): Lim Kee Chong | Asistencia: 45 000 espectadores Árbitro(s): Lim Kee Chong |

| 21 de abril de 2001 | Senegal            | 3–0     | Argelia | Stade Leopold Senghor, Dakar, Senegal                |                                                      |
|                     | Diouf 2', 47', 75' | Reporte |         | Asistencia: 45 000 espectadores Árbitro(s): Shelmani | Asistencia: 45 000 espectadores Árbitro(s): Shelmani |

| 21 de abril de 2001 | Marruecos                  | 3–0     | Namibia | Prince Moulay Abdellah Stadium, Rabat, Marruecos      |                                                       |
|                     | Rokki 49' · Hadda 75', 90' | Reporte |         | Asistencia: 15 000 espectadores Árbitro(s): Coulibaly | Asistencia: 15 000 espectadores Árbitro(s): Coulibaly |

| 4 de mayo de 2001 | Argelia      | 1–2     | Marruecos                   | Stade 5 Juillet 1962, Algiers, Argelia             |                                                    |
|                   | Tasfaout 10' | Reporte | Benmahmoud 17' · Amzine 46' | Asistencia: 15 000 espectadores Árbitro(s): Guirat | Asistencia: 15 000 espectadores Árbitro(s): Guirat |

| 6 de mayo de 2001 | Egipto   | 1–0     | Senegal | Cairo International Stadium, El Cairo, Egipto           |                                                         |
|                   | Mido 48' | Reporte |         | Asistencia: 75 000 espectadores Árbitro(s): Bouchardeau | Asistencia: 75 000 espectadores Árbitro(s): Bouchardeau |

| 30 de junio de 2001 | Namibia | 0–4     | Argelia                                   | Sam Nujoma Stadium, Windhoek, Namibia             |                                                   |
|                     |         | Reporte | Settara 31' · Ouahid 35', 37' · Aouni 72' | Asistencia: 900 espectadores Árbitro(s): Williams | Asistencia: 900 espectadores Árbitro(s): Williams |

| 30 de junio de 2001 | Marruecos | 1–0     | Egipto | Prince Moulay Abdellah Stadium, Rabat, Marruecos  |                                                   |
|                     | Hadji 32' | Reporte |        | Asistencia: 45 000 espectadores Árbitro(s): Senai | Asistencia: 45 000 espectadores Árbitro(s): Senai |

| 13 de julio de 2001 | Egipto                                                                          | 8–2     | Namibia                     | Alexandria Stadium, Alejandría, Egipto              |                                                     |
|                     | El-Said 5' · Barakat 36', 73' · Bassiouny 40', 43', 44' · Salah 77' · Sabry 88' | Reporte | Mkontwana 53' · Gariseb 70' | Asistencia: 21 000 espectadores Árbitro(s): Abdalla | Asistencia: 21 000 espectadores Árbitro(s): Abdalla |

| 14 de julio de 2001 | Senegal   | 1–0     | Marruecos | Stade Leopold Senghor, Dakar, Senegal                 |                                                       |
|                     | Diouf 17' | Reporte |           | Asistencia: 60 000 espectadores Árbitro(s): Mathabela | Asistencia: 60 000 espectadores Árbitro(s): Mathabela |

| 21 de julio de 2001 | Argelia    | 1–1     | Egipto          | Stade 19 Mai 1956, Annaba, Argelia                 |                                                    |
|                     | Bezzaz 68' | Reporte | Mido 60' (pen.) | Asistencia: 38 000 espectadores Árbitro(s): Codjia | Asistencia: 38 000 espectadores Árbitro(s): Codjia |

| 21 de julio de 2001 | Namibia | 0–5     | Senegal                                               | Sam Nujoma Stadium, Windhoek, Namibia                   |                                                         |
|                     |         | Reporte | Thiaw 15', 30' · Diouf 23' · Fadiga 79' · N'Diaye 81' | Asistencia: 800 espectadores Árbitro(s): Ravelontsalama | Asistencia: 800 espectadores Árbitro(s): Ravelontsalama |

## Grupo D
| Pos. | Equipo                          | Pts. | PJ | G | E | P | GF | GC | Dif. | Clasificación          |
| ---- | ------------------------------- | ---- | -- | - | - | - | -- | -- | ---- | ---------------------- |
| 1    | Túnez                           | 20   | 8  | 6 | 2 | 0 | 23 | 4  | +19  | Clasificado al Mundial |
| 2    | Costa de Marfil                 | 15   | 8  | 4 | 3 | 1 | 18 | 8  | +10  |                        |
| 3    | República Democrática del Congo | 10   | 8  | 3 | 1 | 4 | 7  | 16 | −9   |                        |
| 4    | Madagascar                      | 6    | 8  | 2 | 0 | 6 | 5  | 15 | −10  |                        |
| 5    | Congo                           | 5    | 8  | 1 | 2 | 5 | 5  | 15 | −10  |                        |

 Fuente: FIFA
| 17 de junio de 2000 | Madagascar                                         | 3–0     | República Democrática del Congo | Mahamasina Municipal Stadium, Antananarivo, Madagascar    |                                                           |
|                     | Suiverstin 18' · Rasoanaivo 53' · Randrianaivo 83' | Reporte |                                 | Asistencia: 18 000 espectadores Árbitro(s): Lim Kee Chong | Asistencia: 18 000 espectadores Árbitro(s): Lim Kee Chong |

| 18 de junio de 2000 | Costa de Marfil            | 2–2     | Túnez                        | Stade Félix Houphouët-Boigny, Abiyán, Costa de Marfil |                                                  |
|                     | Bakayoko 45+1' · Kalou 53' | Reporte | Mhedhebi 13' · Ghodhbane 20' | Asistencia: 15 000 espectadores Árbitro(s): Auda      | Asistencia: 15 000 espectadores Árbitro(s): Auda |

| 8 de julio de 2000 | Túnez    | 1–0     | Madagascar | Stade El Menzah, Tunis, Túnez                      |                                                    |
|                    | Baya 43' | Reporte |            | Asistencia: 6000 espectadores Árbitro(s): Olaniyan | Asistencia: 6000 espectadores Árbitro(s): Olaniyan |

| 9 de julio de 2000 | República Democrática del Congo | 2–0     | Congo | Stade des Martyrs, Kinshasa, RD Congo                   |                                                         |
|                    | Mayélé 40' · Yemweni 74'        | Reporte |       | Asistencia: 60 000 espectadores Árbitro(s): Tangawarima | Asistencia: 60 000 espectadores Árbitro(s): Tangawarima |

| 28 de enero de 2001 | Madagascar   | 1–3     | Costa de Marfil              | Mahamasina Municipal Stadium, Antananarivo, Madagascar |                                                   |
|                     | Menakely 58' | Reporte | Bakayoko 39', 46' · Zoko 86' | Asistencia: 27 600 espectadores Árbitro(s): Motau      | Asistencia: 27 600 espectadores Árbitro(s): Motau |

| 28 de enero de 2001 | Congo     | 1–2     | Túnez                    | Stade Municipal, Pointe-Noire, Congo              |                                                   |
|                     | Bongo 42' | Reporte | Zitouni 38' · Jaziri 58' | Asistencia: 7000 espectadores Árbitro(s): Belqola | Asistencia: 7000 espectadores Árbitro(s): Belqola |

| 25 de febrero de 2001 | Túnez                                                      | 6–0     | República Democrática del Congo | Stade El Menzah, Tunis, Túnez                       |                                                     |
|                       | Zitouni 8', 90' · Jaziri 26', 64' · Kanzari 30' · Baya 84' | Reporte |                                 | Asistencia: 30 000 espectadores Árbitro(s): Guezzaz | Asistencia: 30 000 espectadores Árbitro(s): Guezzaz |

| 10 de marzo de 2001 | República Democrática del Congo | 1–2     | Costa de Marfil         | Stade des Martyrs, Kinshasa, RD Congo                   |                                                         |
|                     | Kimoto 90'                      | Reporte | Guel 17' · Bakayoko 45' | Asistencia: 50 000 espectadores Árbitro(s): Bouchardeau | Asistencia: 50 000 espectadores Árbitro(s): Bouchardeau |

| 22 de abril de 2001 | República Democrática del Congo | 1–0     | Madagascar | Stade des Martyrs, Kinshasa, RD Congo                   |                                                         |
|                     | Inunu 42'                       | Reporte |            | Asistencia: 60 000 espectadores Árbitro(s): Chikwujekwu | Asistencia: 60 000 espectadores Árbitro(s): Chikwujekwu |

| 22 de abril de 2001 | Costa de Marfil          | 2–0     | Congo | Stade Félix Houphouët-Boigny, Abiyán, Costa de Marfil |                                                   |
|                     | Keïta 39' · Bakayoko 85' | Reporte |       | Asistencia: 8645 espectadores Árbitro(s): Quartey     | Asistencia: 8645 espectadores Árbitro(s): Quartey |

| 28 de abril de 2001 | Congo                             | 2–0     | Madagascar | Stade Municipal, Pointe-Noire, Congo              |                                                   |
|                     | Ranaivoson 42' (a.g.) · Minga 75' | Reporte |            | Asistencia: 499 espectadores Árbitro(s): Williams | Asistencia: 499 espectadores Árbitro(s): Williams |

| 5 de mayo de 2001 | Madagascar | 0–2     | Túnez                      | Mahamasina Municipal Stadium, Antananarivo, Madagascar |                                                    |
|                   |            | Reporte | Zitouni 85' · Mhedhebi 90' | Asistencia: 5016 espectadores Árbitro(s): Labrosse     | Asistencia: 5016 espectadores Árbitro(s): Labrosse |

| 6 de mayo de 2001 | Congo         | 1–1     | República Democrática del Congo | Stade Municipal, Pointe-Noire, Congo               |                                                    |
|                   | Bakouma 45+2' | Reporte | Matondo 90+2'                   | Asistencia: 5000 espectadores Árbitro(s): Hisseine | Asistencia: 5000 espectadores Árbitro(s): Hisseine |

| 20 de mayo de 2001 | Túnez      | 1–1     | Costa de Marfil | Stade El Menzah, Tunis, Túnez                           |                                                         |
|                    | Jaziri 49' | Reporte | Bakayoko 33'    | Asistencia: 40 000 espectadores Árbitro(s): Tangawarima | Asistencia: 40 000 espectadores Árbitro(s): Tangawarima |

| 1 de julio de 2001 | Costa de Marfil                                                           | 6–0     | Madagascar | Stade Félix Houphouët-Boigny, Abiyán, Costa de Marfil     |                                                           |
|                    | Bakayoko 25', 40' (pen.), 83' · K.Keïta 48' · Yapi Yapo 71' · F.Keïta 80' | Reporte |            | Asistencia: 15 000 espectadores Árbitro(s): Lim Kee Chong | Asistencia: 15 000 espectadores Árbitro(s): Lim Kee Chong |

| 1 de julio de 2001 | Túnez                                                                       | 6–0     | Congo | Stade El Menzah, Tunis, Túnez                       |                                                     |
|                    | Badra 28' (pen.) · Zitouni 38' · Baya 44', 61' · Mhedhebi 58' · Jelassi 90' | Reporte |       | Asistencia: 25 000 espectadores Árbitro(s): Belqola | Asistencia: 25 000 espectadores Árbitro(s): Belqola |

| 15 de julio de 2001 | Congo              | 1–1     | Costa de Marfil | Stade Municipal, Pointe-Noire, Congo                |                                                     |
|                     | Bakouma 86' (pen.) | Reporte | Traoré 82'      | Asistencia: 20 000 espectadores Árbitro(s): Tessema | Asistencia: 20 000 espectadores Árbitro(s): Tessema |

| 15 de julio de 2001 | República Democrática del Congo | 0–3     | Túnez                     | Stade des Martyrs, Kinshasa, RD Congo                 |                                                       |
|                     |                                 | Reporte | Badra 14' · Baya 50', 54' | Asistencia: 20 000 espectadores Árbitro(s): Coulibaly | Asistencia: 20 000 espectadores Árbitro(s): Coulibaly |

| 29 de julio de 2001 | Madagascar          | 1–0     | Congo | Mahamasina Municipal Stadium, Antananarivo, Madagascar |                                                  |
|                     | Randriamarozaka 61' | Reporte |       | Asistencia: 694 espectadores Árbitro(s): Maillet       | Asistencia: 694 espectadores Árbitro(s): Maillet |

| 29 de julio de 2001 | Costa de Marfil | 1–2     | República Democrática del Congo | Stade Félix Houphouët-Boigny, Abiyán, Costa de Marfil |                                                |
|                     | Keïta 72'       | Reporte | Tokala 34' · Mulekelayi 79'     | Asistencia: 5000 espectadores Árbitro(s): Mana        | Asistencia: 5000 espectadores Árbitro(s): Mana |

## Grupo E
| Pos. | Equipo       | Pts. | PJ | G | E | P | GF | GC | Dif. | Clasificación          |
| ---- | ------------ | ---- | -- | - | - | - | -- | -- | ---- | ---------------------- |
| 1    | Sudáfrica    | 16   | 6  | 5 | 1 | 0 | 10 | 3  | +7   | Clasificado al Mundial |
| 2    | Zimbabue     | 12   | 6  | 4 | 0 | 2 | 7  | 5  | +2   |                        |
| 3    | Burkina Faso | 5    | 6  | 1 | 2 | 3 | 7  | 8  | −1   |                        |
| 4    | Malaui       | 1    | 6  | 0 | 1 | 5 | 4  | 12 | −8   |                        |
| 5    | Guinea       | 0    | 0  | 0 | 0 | 0 | 0  | 0  | 0    | Descalificado          |

 Fuente: FIFA
Notas:
1. ↑  El 19 de marzo de 2001 Guinea fue descalificada por la FIFA luego de que el Ministro de Deportes de Guinea se rehusara por tercera vez a reinstalar a los miembros de la Asociación de Fútbol de Guinea. Los resultados fueron anulados.[1]

| 17 de junio de 2000 | Malaui       | 1–1     | Burkina Faso | Chichiri Stadium, Blantyre, Malaui                     |                                                        |
|                     | Chitsulo 38' | Reporte | Zongo 28'    | Asistencia: 44 781 espectadores Árbitro(s): Abdulkadir | Asistencia: 44 781 espectadores Árbitro(s): Abdulkadir |

| 9 de julio de 2000 | Zimbabue | 0–2     | Sudáfrica       | National Sports Stadium, Harare, Zimbabue          |                                                    |
| |          | Reporte | Buckley 7', 83' | Asistencia: 55 000 espectadores Árbitro(s): N'Doye | Asistencia: 55 000 espectadores Árbitro(s): N'Doye |
| El partido fue abandonado al minuto 83 con el marcador 0–2 por disturbios en la gradería que obligó a la policía a lanzar gas lacrimógeno, causando pánico masivo y la muerte de 13 personas. El resultado se mantuvo. |          |         |                 |                                                    |                                                    |

| 27 de enero de 2001 | Sudáfrica    | 1–0     | Burkina Faso | Olympia Park, Rustenburg, Sudáfrica                       |                                                           |
|                     | Bartlett 17' | Reporte |              | Asistencia: 35 000 espectadores Árbitro(s): Lim Kee Chong | Asistencia: 35 000 espectadores Árbitro(s): Lim Kee Chong |

| 24 de febrero de 2001 | Burkina Faso | 1–2     | Zimbabue       | Stade Municipal, Bobo Dioulasso, Burkina Faso           |                                                         |
|                       | Dagano 23'   | Reporte | Ndlovu 3', 12' | Asistencia: 20 000 espectadores Árbitro(s): Chukwujekwu | Asistencia: 20 000 espectadores Árbitro(s): Chukwujekwu |

| 25 de febrero de 2001 | Malaui     | 1–2     | Sudáfrica                  | Chichiri Stadium, Blantyre, Malaui                 |                                                    |
|                       | Mabedi 84' | Reporte | Masinga 25' · Nomvethe 81' | Asistencia: 60 000 espectadores Árbitro(s): Masole | Asistencia: 60 000 espectadores Árbitro(s): Masole |

| 11 de marzo de 2001 | Zimbabue                    | 2–0     | Malaui | National Sports Stadium, Harare, Zimbabue        |                                                  |
|                     | Benjani 45' · Kasinauyo 83' | Reporte |        | Asistencia: 25 000 espectadores Árbitro(s): Auda | Asistencia: 25 000 espectadores Árbitro(s): Auda |

| 21 de abril de 2001 | Burkina Faso                                           | 4–2     | Malaui                   | Stade du 4-Août, Uagadugú, Burkina Faso           |                                                   |
|                     | Kambou 32' · H.Traoré 76' · Korbeogo 83' · Yaméogo 90' | Reporte | Chitsulo 9' · Maduka 78' | Asistencia: 22 631 espectadores Árbitro(s): Njike | Asistencia: 22 631 espectadores Árbitro(s): Njike |

| 5 de mayo de 2001 | Sudáfrica                   | 2–1     | Zimbabue   | FNB Stadium, Johannesburg, Sudáfrica                 |                                                      |
|                   | Bartlett 18' · McCarthy 40' | Reporte | Ndlovu 53' | Asistencia: 8619 espectadores Árbitro(s): El-Beltagy | Asistencia: 8619 espectadores Árbitro(s): El-Beltagy |

| 1 de julio de 2001 | Burkina Faso | 1–1     | Sudáfrica | Stade du 4-Août, Uagadugú, Burkina Faso             |                                                     |
|                    | Nana 73'     | Reporte | Zuma 24'  | Asistencia: 22 770 espectadores Árbitro(s): Quartey | Asistencia: 22 770 espectadores Árbitro(s): Quartey |

| 14 de julio de 2001 | Sudáfrica             | 2–0     | Malaui | Hoffe Park Stadium, Durban, Sudáfrica               |                                                     |
|                     | Booth 5' · August 54' | Reporte |        | Asistencia: 17 500 espectadores Árbitro(s): Maillet | Asistencia: 17 500 espectadores Árbitro(s): Maillet |

| 15 de julio de 2001 | Zimbabue     | 1–0     | Burkina Faso | Rufaro Stadium, Harare, Zimbabue                  |                                                   |
|                     | Makunike 43' | Reporte |              | Asistencia: 10 000 espectadores Árbitro(s): Salih | Asistencia: 10 000 espectadores Árbitro(s): Salih |

| 28 de julio de 2001 | Malaui | 0–1     | Zimbabue   | Chichiri Stadium, Blantyre, Malaui                   |                                                      |
|                     |        | Reporte | Masiku 78' | Asistencia: 20 000 espectadores Árbitro(s): Gasingwa | Asistencia: 20 000 espectadores Árbitro(s): Gasingwa |